# ヘルショック 戦慄の蘇生実験
『ヘルショック 戦慄の蘇生実験』（せんりつのそせいじっけん、原題：El jorobado de la Morgue）は、1973年に公開されたスペインのホラー映画。主演のポール・ナッシーが、本名のハシント・モリーナ名義で原案と脚本も担当した。日本では劇場未公開で、1982年にテレビ東京「火曜ロードショー」で『ヘルショック』の題で放映され、その後『傴僂男ゴト 戦慄の蘇生実験』というタイトルでビデオ発売された。

## ストーリー
死体安置所で働いている傴僂男のゴトは周囲から化け物扱いされていたが、幼馴染で病院に入院している女性イルゼは彼に優しく接してくれた。しかし、間もなく彼女は息を引き取ってしまう。ゴトは彼女を蘇らせるため、人工生命体を研究しているオルラ教授の言いなりになり殺人を犯していく。

## キャスト
| 役名         | 俳優                     | 日本語吹替                         |
| 役名         | 俳優                     | テレビ東京版                       |
| ------------ | ------------------------ | ---------------------------------- |
| ゴト         | ポール・ナッシー         | 角野卓造                           |
| イルゼ       | マリア・エレナ・アルポン | 山田栄子                           |
| エルケ       | ロッサナ・ヤンニ         | 火野捷子                           |
| オルラ教授   | アルベルト・ダルベス     | 仁内達之                           |
| トークナー   | ヴィク・ウィナー         | 神谷和夫                           |
| マイヤー先生 | マリア・ペルシ―          | 高橋ひろ子                         |
| 教授の執事   | ブラキ                   | 福士秀樹                           |
| 看護士       | スーザン・タフ           | 佐久間あい                         |
| 刑事A        | マヌエル・デ・ブラス     | 千田光男                           |
| 刑事B        | アントニオ・ピカ         | 筈見純                             |
| ハンス       | ホアキン・ロドリゲス     |                                    |
| 不明 その他  |                          | 桜本昌弘                           |
|              |                          |                                    |
| 演出         | 演出                     | 長野武二郎                         |
| 翻訳         | 翻訳                     | 矢田尚                             |
| 効果         |                          |                                    |
| 調整         |                          |                                    |
| 制作         | 制作                     | 有村放送プロモーション             |
| 解説         |                          |                                    |
| 初回放送     | 初回放送                 | 1982年7月20日 『火曜ロードショー』 |

※日本語吹替はDVD収録

## スタッフ
- 監督：ハヴィエル・アグィーレ
- 製作：F・ララ・ポロプ
- 脚本：ハヴィエル・アグィーレ、アルベルト・S・インスア、ハシント・モリーナ
- 撮影：ラウル・ペレス・キュベロ
- 音楽：カルメロ・ベルナオーラ
- 編集：ペトラ・デ・ニエヴァ
- 特殊効果：パブロ・ペレス

日本語版スタッフ
字幕版
- 字幕：落合寿和